# Capital Bullets 1973-1974
La stagione 1973-74 dei Capital Bullets fu la 13ª nella NBA per la franchigia.
I Capital Bullets vinsero la Central Division della Eastern Conference con un record di 47-35. Nei play-off persero la semifinale di conference con i New York Knicks (4-3).

## Roster
| N°    | Naz.                   | Ruolo | Sportivo          | Anno | Alt. | Peso |
| ----- | ---------------------- | ----- | ----------------- | ---- | ---- | ---- |
| 6     | Stati Uniti (bandiera) | GA    | Mike Riordan      | 1945 | 193  | 91   |
| 10    | Stati Uniti (bandiera) | G     | Kevin Porter      | 1950 | 183  | 77   |
| 11    | Stati Uniti (bandiera) | AC    | Elvin Hayes       | 1945 | 206  | 107  |
| 12    | Stati Uniti (bandiera) | A     | Nick Weatherspoon | 1950 | 201  | 88   |
| 15    | Stati Uniti (bandiera) | G     | Louie Nelson      | 1951 | 191  | 86   |
| 21    | Stati Uniti (bandiera) | G     | Archie Clark      | 1941 | 188  | 79   |
| 22    | Stati Uniti (bandiera) | A     | Tom Kozelko       | 1951 | 203  | 100  |
| 24    | Stati Uniti (bandiera) | AC    | Manny Leaks       | 1945 | 203  | 102  |
| 30    | Stati Uniti (bandiera) | A     | Tom Patterson     | 1948 | 198  | 100  |
| 31-44 | Stati Uniti (bandiera) | C     | Walt Wesley       | 1945 | 211  | 100  |
| 33    | Stati Uniti (bandiera) | G     | Rich Rinaldi      | 1949 | 191  | 88   |
| 41    | Stati Uniti (bandiera) | AC    | Wes Unseld        | 1946 | 201  | 111  |
| 42    | Stati Uniti (bandiera) | AC    | Dave Stallworth   | 1941 | 201  | 91   |
| 45    | Stati Uniti (bandiera) | G     | Phil Chenier      | 1950 | 191  | 82   |

## Staff tecnico
- Allenatore: K.C. Jones
- Vice-allenatore: Bernie Bickerstaff